# Sint-Petrus en Pauluskerk (Everdingen)
De Petrus en Pauluskerk is een rooms-katholieke parochiekerk in de Nederlandse plaats Everdingen. De monumentale kerk uit 1879 is ontworpen door Alfred Tepe en verving een oudere schuurkerk. Sinds 1 januari 2011 maakt de kerk deel uit van de Heilige Drie-eenheidparochie waar ook Vianen en Leerdam onder vallen.

## Geschiedenis
De katholieke gemeenschap van Everdingen en omgeving maakte tot de bouw van deze kerk gebruik van een eenvoudige schuurkerk. Sinds de reformatie was het openbaar uitoefenen van het katholieke geloof bij wet verboden. Katholieke kerkgebouwen mochten niet als zodanig van buitenaf herkenbaar zijn. Daarom gebruikte men schuilkerken en schuurkerken voor hun kerkdiensten. Dat veranderde in de negentiende eeuw. Met name de tweede helft van de negentiende eeuw werd gekenmerkt door een bouwgolf van neogotische kerken. 

De Petrus en Pauluskerk is te plaatsen in deze bouwgolf. In 1876 werd Alfred Tepe aangeschreven om een kerk te ontwerpen voor Everdingen. Datzelfde jaar werd de eerste steen gelegd voor de pastorie. Drie jaar later was de kerk gereed. Het is een van de kleinste kerken in oeuvre van de architect. Ondanks de geringe omvang van de kerk, is het Tepe toch gelukt er een driebeukige hallenkerk van te maken.